# Ludvík Souček
Ludvík Souček (17. května 1926 Praha – 27. prosince 1978 Praha) byl český spisovatel science fiction, zejména pro mládež, a literatury faktu, v níž popularizoval tzv. záhadologické teorie. Rovněž přeložil Vzpomínky na budoucnost Ericha von Dänikena.

## Životopis
Studoval na gymnáziu v Praze Bubenči, v roce 1944 byl totálně nasazen v ČKD Praha Libeň, a střední školu dokončil maturitou až v roce 1945. Po studiích na 1. lékařské fakultě Univerzity Karlovy v Praze (1945–1951) pracoval tři roky jako asistent na II. stomatologické klinice v týmu profesora Františka Neuwirta. Později vstoupil do Československé lidové armády a necelý rok (červen 1954 – březen 1955) strávil v Severní Koreji jako vojenský lékař. V letech 1955–1964 pracoval jako zubař v Ústřední vojenské nemocnici v Praze. V letech 1964–1968 byl zaměstnancem Ministerstva národní obrany, v roce 1968 působil krátce na ÚV KSČ. Od roku 1969 pracoval v armádní redakci Československé televize (ÚRABB), je autorem šestidílného seriálu Od zmizelého diplomata k jiným vesmírům (1978). V letech 1971–1976 byl redaktorem v oddělení populárně naučné literatury nakladatelství Albatros. Od roku 1945 až do své smrti byl členem Komunistické strany Československa.
Ludvík Souček byl člověkem mnoha zájmů, ohromoval své okolí širokým záběrem hlubokých vědomostí, jež tvořily podklad pro mnohé jeho odborné a populárně naučné spisy a které dokázal zužitkovat v podobě mnoha zajímavostí ve svých beletristických knihách. Blízcí na něj vzpomínají jako na extroverta a skvělého baviče, který se ve společnosti přátel se sklenkou vína a kytarou dokázal stát středem zábavy. Nezřídka však také propadal depresím, stával se panovačným, často se opíjel, zanedbával svoji práci zubaře; často ani nedorazil do ordinace, a to přestože (nebo protože) do své literární práce vždy vkládal mnoho energie.
Trpěl vysokou nadváhou, cukrovkou, nadmíru pil alkohol, pohyb a fyzickou zátěž omezoval na minimum. Kvůli zaměstnání a politické situaci na něj působilo mnoho stresorů, jeho osobnost procházela prudkými změnami nálad. Kvůli tomu všemu prodělal sérii infarktů. V roce 1976 odešel ve svých 50 letech do invalidního důchodu. Rok poté mu byl ministrem Milanem Klusákem udělen titul zasloužilý pracovník kultury, v roce 1978 v Praze zemřel.
O Součkově smrti se vedly a stále občas vedou spekulace, jež jsou často spojeny se záhadným zmizením rukopisu Tušení světla, závěrečného dílu Součkovy záhadologické trilogie Tušení..., který Souček dokonce odevzdal nakladatelství k přepsání, ale který se ztratil, a to jen krátce po spisovatelově smrti.

### Iniciátor fandomu
Ludvík Souček je považován za iniciátora hnutí a později organizace Československý fandom. V létě 1978, tedy pár měsíců před svou smrtí, v Literárním měsíčníku uveřejnil v článku Přímluva za budoucnost výzvu, v níž apeloval na příznivce sci-fi, aby zakládali kluby SF. Ti jeho výzvu brzy vyslyšeli. Později k uctění jeho památky vznikla i anketa fanoušků Ludvík, při níž byli oceňováni autoři, překladatelé a editoři literatury SF.

### Spekulace o účasti na lékařských pokusech
Souček byl nařčen ze spoluúčasti na lékařských pokusech na amerických zajatcích a v podstatě jejich mučení během svého působení v Severní Koreji. Toto obvinění padlo od generála a poslance Národního shromáždění Jana Šejny při výslechu v USA, kam Šejna, pozdější zaměstnanec CIA, emigroval. Žádné vyšetřování ale Součkovi vinu nedokázalo a jako nejpravděpodobnější se jeví možnost, že si Šejna tuto část výpovědi vymyslel, aby ho USA nevydaly zpět do ČSSR, kde byl trestně stíhán pro machinace se státním majetkem. Na spekulacích o lékařských pokusech, nejasnostech týkajících se Součkovy smrti a o zdrojích inspirace jeho sci-fi povídek je založena část příběhu knihy Tušení podrazu Ondřeje Neffa.

### Sběratel umění
Součkův sběratelský zájem navazoval na předválečnou modernu (Václav Špála), ale jádrem jeho sbírky bylo moderní poválečné umění, zejména díla Mikuláše Medka (Polykač pout, Akvárium, 1949–1950), obrazy jeho přítele Kamila Lhotáka, dále Václava Tikala nebo Cyrila Boudy. Kromě maleb sbíral i práce na papíře a fotografie, zejména členů Skupiny Ra.

## Dílo Ludvíka Součka
Souček je vedle J. M. Trosky a Josefa Nesvadby jedním z nejvýznamnějších a nejpopulárnějších českých spisovatelů SF 20. století; několikrát zvítězil ve čtenářských anketách o nejoblíbenějšího autora SF. Psal ovšem knihy a povídky i z jiných oblastí, nejstarší povídky dobrodružného ražení publikoval pod pseudonymy v časopisu Vpřed. Patřil k propagátorům fotografie, publikoval několik monografií o slavných fotografech (Brassai, Jaromír Funke aj.). Sám fotografoval a ve víkendové příloze deníku Mladá fronta vedl fotografickou rubriku. U řady starších povídek vydaných v časopisech použil pseudonymů Ludvík Hynek, Ludvík Dvořák a Ludvík Knot. Po roce 1989 postupně vydávala výbory z jeho díla nakladatelství Ivo Železný, Baronet a Akcent.
Součkova bibliografie čítá desítky populárních, populárně-vědeckých a vědeckofantastických knih. Psal zpravidla několik knih zároveň. Tak za sedmnáct let sepsal jen pod svým jménem čtyřicet titulů. Z jeho odborných textů stojí za zmínku zvláště mnohačetné spisy o fotografii, již miloval a jež alespoň do poloviny 60. let byla jeho hlavním spisovatelským směrem (svou zálibu ve fotografii zúročil i v Cestě slepých ptáků u postavy zapálené fotografky Aleny Králové). V polovině 60. let ho však nadšení z fotografie začalo opouštět. „V této době totiž fotografie přestala být pohrdaným páriou ve světě výtvarného umění a Souček svíral ve své mohutné ochranitelské náruči jiného utiskovaného nešťastníka, literární druh zvaný science fiction... měl pocit, že ho fotografie už tolik nepotřebuje jako dříve a že nyní je třeba bít se na jiném poli. Zápasu za sci-fi pak věnoval závěrečných patnáct let svého života.“
Jeho beletristické dílo je inspirováno „záhadologickými“ knihami Ericha von Dänikena, s nimiž se seznámil počátkem 60. let. Sám přeložil do češtiny jeho Vzpomínky na budoucnost, které jej uchvátily, a rozhodl se napsat jim podobné knihy: vznikla tak nedokončená trilogie Tušení..., kde se po Dänikenově vzoru zabýval návštěvami mimozemských civilizací na Zemi a jejich vlivem na lidské kultury. Této trilogii přikládal ve své tvorbě nejvyšší význam, jelikož zde zpracovával pouze „fakta“, jimž prý sám věřil a k nimž nepřimíchával žádnou fikci. Kouzlo tajemna a civilizačních záhad je přítomné i v mnoha Součkových beletristických počinech, z nichž je pravděpodobně nejznámější trilogie Cesta slepých ptáků (1964, 1967 a 1968).
Kromě té vydal v roce 1965 román Krotitelé ďáblů, pojednávající o výpravě pátrající po bájném mongolském pouštním červu olgoji chorchoji. V letech 1968 vydal soubor dvou detektivních novel Případ ztraceného suchoplavce, na který volně navazuje v roce 1970 Případem Jantarové komnaty, kde se Souček vrátil k tematice létajících talířů a kde také spekuluje o ukrytí nacistů v Grónsku, a v roce 1972 Případem baskervillského psa, v němž novinář Karel přichází na nová fakta, která vedla A. C. Doyla při psaní Psa baskervillského, tedy že se nejednalo o psa, ale o záhadného mimozemského tvora, který je nakonec zneškodněn jen za pomoci nesmrtelného alchymisty. Roku 1967 vyšlo rozsáhlé populárně naučné dílo, opět dänikenovského typu, Velké otazníky, a v roce 1969 Součkova první sbírka čtyř povídek Bratři Černé planety. Roku 1970 sepsal sbírku tří novel Operace „kili“ a o dva roky později vydal soubor dvou novel Pevnost bílých mravenců, z nichž jedna – Ďáblův prsten – je přepracováním Součkovy divadelní hry Záhada S M z roku 1970; titulní novela vyšla ve druhém vydání osamoceně, bez Ďáblova prstenu. Poslední sci-fi kniha, již vydal za svého života byla v roce 1973 sbírka dvanácti povídek Zájem Galaxie.
Výběr z díla:
- 1951 Hrajeme maňáskové divadlo (metodická příručka)
- 1962 Hrátky kolem křižovatky (populárně naučná kniha pro děti o dopravních pravidlech)
- 1963 Jak se světlo naučilo kreslit (populárně naučná o fotografii)
- 1964 Cesta slepých ptáků (SF román, další vydání 1976, 1989 – celá trilogie v jednom svazku – a 1999)
- 1964 Kam nedosáhne hlas (populárně naučná z historie pošty, telegrafu a telefonu)
- 1965 Krotitelé ďáblů (dobrodružný román)
- 1965 Co oko nevidí (populárně naučná)
- 1966 Cesta k moderní fotografii (teorie fotografie)
- 1967 Velké otazníky (o světových záhadách)
- 1967 Cesta slepých ptáků II. Runa rider (SF román, další vydání 1976 a 1999)
- 1968 Cesta slepých ptáků III. Sluneční jezero (SF román, další vydání 1976 a 1999)
- 1968 Případ ztraceného suchoplavce (dvojice novel, detektiv Martin Anděl)
- 1968 Malí rytíři velkých měst (drobná práce o mravencích, pro mládež)
- 1968 Války, vojáci, fotografie (o fotografování)
- 1969 Bratři Černé planety (sbírka SF povídek)
- 1969 Nebe plné balónů (o vzduchoplavbě)
- 1970 Operace „Kili“ (sbírka SF povídek; část nákladu zničena zásahem cenzury – v jedné povídce sovětský voják kleje a souloží)
- 1970 Záhada S M (divadelní hra, základ SF novely Ďáblův prsten)
- 1970 Případ Jantarové komnaty (SF román, detektiv Martin Anděl, další vyd. 1990)
- 1971 Fotografujeme na cestách (příručka o fotografování)
- 1971 Nebeské detektivky, senzace a záhady (populárně naučná)
- 1972 Případ baskervillského psa (SF román, detektiv Martin Anděl)
- 1972 Pevnost bílých mravenců (dvě SF novely)
- 1973 Zájem Galaxie (sbírka SF povídek, vyšlo bez titulního příběhu)
- 1974 Blázniví vynálezci (literatura faktu, obsah opsán názvem)
- 1974 Tušení stínu (populárně naučná o záhadách historie)
- 1975 Co zavinil Gutenberg (populárně naučná, historie knihtisku)
- 1976 Rakve útočí (populárně-historická kniha o prvním nasazení námořních obrněnců Virginia (Merrimac) a Monitor ve válce Severu proti Jihu)
- 1977 Kdo byl kdo (encyklopedie, znovu rozšířená vydána r. 1980 a 1981)
- 1978 Tušení souvislostí (populárně naučná o záhadách historie)
- 1978 Tušení světla (nikdy nevyšlo; během přípravy vydání v nakladatelství Albatros autor zemřel a rukopis se následně ztratil, sedm údajných kapitol vyšlo pod názvem Po stopách bludiček, 1992, předmluva František Novotný)
- 1980 Blázni z Hepteridy (SF román, původně v časopise Letectví a kosmonautika 1972 , další vydání v roce 1986 a 2000)
- 1981 Obrazový Opravník Obecně Oblíbených Omylů (populárně naučná)
- 1982 Otazníky nad hroby (literatura faktu o záhadách nad úmrtím známých postav historie)
- 1983 Bohové Atlantidy (SF román; původně v časopise Svět v obrazech 1970, další vydání v roce 2000, doplněno torzem románu Mnémosyné Inc.)
- 1983 Železo přichází z hvězd (torzo prózy, doplněno povídkami jiných autorů)
- 1985 Hippokratův slib (sbírka SF povídek, další vydání v roce 1997)
- 1992 Případ Hitlerových zubů...
- 2018 Samá voda (časopisecky 1963)

dále:
- výběr zajímavostí z vydaného románu J. Verna Cesta do středu Země (1965)
- dva komiksové scénáře v publikaci Velká kniha seriálů z časopisu Ohníček (2002)

### Překlady
- 1969 Vzpomínky na budoucnost (Däniken)
- 1970 Únos na Mars (Suchdolský, Nečas), překlad spolu s V. Kajdošem